# Rick Kruys
Rick Kruys znany również jako Rick Kruijs (ur. 9 maja 1985 w Utrechcie) – holenderski piłkarz, grający na pozycji środkowego pomocnika. Od 2012 jest zawodnikiem Excelsioru Rotterdam. Były młodzieżowy reprezentant swojego kraju.

## Kariera
Kruys zaczął profesjonalną karierę w Utrechcie w 2003, którego jest wychowankiem. Przez pięć lat zagrał w tym klubie ponad 100 meczów, zdobywając 6 bramek. W 2008 roku podpisał kontrakt z Malmö FF. Pod koniec 2010 roku z powodu wielu kontuzji klub dał mu wolną rękę w szukaniu klubu. Został wypożyczony do FC Volendam, gdzie jego trenerem jest jego ojciec Gert Kruys. Kruys wrócił do Malmö FF, ale nie trenował, a klub pozwolił mu szukać nowego klubu w jego macierzystym kraju. 13 lipca 2012 przeszedł do Excelsioru Rotterdam.